# Mack Reynolds
Mack Reynolds, pseudonimo di Dallas McCord Reynolds (Corcoran, 11 novembre 1917 – San Luis Potosí, 30 gennaio 1983), è stato uno scrittore e giornalista statunitense, autore soprattutto di fantascienza.
Molti dei suoi racconti furono pubblicati in riviste di fantascienza come Galaxy e If Magazine. Fu un sostenitore del Socialist Labor Party of America e di conseguenza molte delle sue storie hanno un tema riformista, e alcuni dei suoi racconti hanno uno sfondo economico. Fu molto popolare negli anni 1960, ma molte delle sue opere sono state pubblicate solo in questi anni.

## Biografia
Mack Reynolds nacque a Corcoran, in California, nel 1917. Da giovane, Reynolds prestò servizio in vari giornali di economia. Combatté durante la seconda guerra mondiale nei Marines. Dopo la guerra, Reynolds divenne uno scrittore di racconti gialli. Si sposò con Helen Jeanette Wooley nel settembre 1947. Nel 1949 la famiglia si trasferì a Taos, nel Nuovo Messico dove Fredric Brown, suo amico e collaboratore, lo convinse a scrivere racconti di fantascienza. Reynolds si trasferì in Messico dai primi anni cinquanta fino alla morte, nel 1983 nella cittadina di San Luis Potosí. Negli anni cinquanta lavorò per la rivista Rogue e viaggiò per tutto il mondo.
Tra i suoi pseudonimi: Clark Collins, Mark Mallory, Guy McCord e Dallas Ross. Come Bob Belmont nel 1958 scrisse How to Retire without Money, che fu causa delle dimissioni di Reynolds quale membro del Socialist Labor Party of America. Nel 1972 usò lo pseudonimo femminile di Maxine Reynolds in due storie romantiche, House in the Kasbah e Home of the Inquisitor.

## Opere

### Romanzi
- The Case of the Little Green Men, 1951
- Mercenario (Mercenary from Tomorrow, 1962; primo libro della serie di 'Joe Mauser')
- Guerra totale (The Earth War, 1963; secondo libro della serie di 'Joe Mauser' )
- Sweet Dreams, Sweet Princes; conosciuto anche come Time Gladiator, 1964 (terzo libro della serie di 'Joe Mauser')
- Space Pioneer, 1965
- Planetary Agent X, 1965 (primo libro della serie 'I Pianeti Uniti')
- Dawnman Planet, 1966 (secondo libro della serie 'I Pianeti Uniti')
- Ed egli maledisse lo scandalo (Of Godlike Power, 1966)
- Genoa-Texcoco: zero a zero (The Rival Rigelians and Planetary Agent X, 1967; terzo libro della serie 'I Pianeti Uniti')
- After Some Tomorrow, 1967
- Earth Unaware, 1968
- Code Duello, 1968  (quarto libro della serie 'I Pianeti Uniti')
- Chi vuole distruggere l'America? (The Computer Conspiracy, 1968)
- L'occhio cosmico o Circoli clandestini (The Cosmic Eye, Speakeasy, 1969)
- Computer War, 1969
- The Space Barbarians, 1969
- The Five Way Secret Agent, 1969
- Imboscata alla città (The Towns Must Roll, 1969), romanzo breve
- Computer World, 1970
- Once Departed, 1970
- Black Man's Burden, 1972 (primo libro della serie 'Nord Africa')
- Border, Breed, Nor Birth, 1972 (secondo libro della serie 'Nord Africa')
- Looking Backward from the Year 2000, 1973 (primo libro della serie 'Julian West'; una riscrittura del romanzo Guardando indietro, 2000-1887 di Edward Bellamy).
- Effetto valanga (Depression or Bust and Dawnman Planet, 1974; parte di questo libro fu ripubblicata sotto i titoli "Depression or Bust, "Expediter", "Fad" e "The Expert")
- Le comuni del 2000 (Commune 2000 A.D., 1974; primo libro della serie di 'Bat Hardin')
- The Towers of Utopia, 1975 (secondo libro della serie di 'Bat Hardin')
- Vacanza a Satellite City (Satellite City, 1975)
- Il segreto delle Amazzoni (Amazon Planet, 1975; quinto libro della serie 'I Pianeti Uniti')
- The Cosmic Eye, 1975
- Towers of Utopia, 1975
- Ability Quotient, 1975
- Tomorrow Might Be Different, 1975
- Day After Tomorrow, 1976 (titolo originale Status Quo)
- Section G: United Planets, 1976 (sesto libro della serie 'I Pianeti Uniti')
- Rolltown, 1976 (terzo libro della serie di 'Bat Hardin')
- Galactic Medal of Honour, 1976
- After Utopia, 1977
- Perchance to Dream, 1977
- Space Visitor, 1977
- Police Patrol: 2000 A.D., 1977
- Equality in the Year 2000, 1977 (secondo libro della serie di 'Julian West')
- Trample an Empire Down, 1978
- The Best Ye Breed, 1978 (terzo libro della serie 'Nord Africa')
- Brain World, 1978 (settimo libro de 'I Pianeti Uniti')
- The Fracas Factor, 1978 (quarto libro della serie 'Joe Mauser')
- Earth Unaware, 1979
- La sindrome della furia (Lagrange Five, 1979; primo libro della serie 'L-5 Community')
- The Lagrangists, 1983 (secondo libro della serie 'L-5 Community')
- Chaos in Lagrangia, 1984 (terzo libro della serie 'L-5 Community')
- Eternity, 1984 (con Dean Ing)
- Home, Sweet Home 2010 A. D., 1984 (con Dean Ing)
- The Other Time, 1984 (con Dean Ing)
- Space Search, 1984
- Trojan Orbit, 1985 (con Dean Ing)
- Deathwish World, 1986 (con Dean Ing)

### Raccolte
- Il meglio di Mack Reynolds, 1976
- Compounded Interests, 1983

### Serie a cui ha contribuito
- Star Trek - Mission to Horatius, 1968 (romanzo per ragazzi)

### Antologie edite
- Science-Fiction Carnival, 1953 (con Fredric Brown)

### Antologie contenenti storie di Mack Reynolds
- New Worlds for Old, 1953
- Science-Fiction Carnival, 1953
- Fifty Short Science Fiction Tales, 1963
- Venture Science Fiction 9, 1964
- The Unfriendly Future, 1965
- The Weird Ones, 1965
- The Magazine of Fantasy and Science Fiction 190, 1967
- The Playboy Book of Horror and the Supernatural, 1967
- Science Fiction Horizons No. 1, 1968
- 14 Great Tales of ESP, 1969
- The Year's Best Science Fiction 2, 1969
- The John W Campbell Memorial Anthology, 1973
- Nova 3, 1973
- Science Fiction of the Fifties, 1979
- 100 Great Fantasy Short Short Stories, 1984
- Mercenaries of Tomorrow, 1985
- Terrorists of Tomorrow, 1985
- Supernatural Sleuths, 1996
- Time Machines: The Best Time Travel Stories Ever Written, 1997
- Future War, 1999

### Racconti
- The Martians and the Coys, 1948
- The Devil Finds Work, 1950
- Dark Interlude, 1951 (Ucciso dagli antenati; con Fredric Brown)
- The Joke Cartoonist, 1951 (con Fredric Brown)
- The Business, as Usual, 1952
- Me and Flapjack and the Martians, 1952 (con Fredric Brown)
- Your Soul Comes C.O.D., 1952
- The Adventure of the Ball of Nostradamus, 1955 (con August Derleth)
- Burnt Toast, 1955
- Snafu on the New Taos, 1957
- The Hunted Ones, 1959
- I'm a Stranger Here Myself, 1960
- Russkies Go Home!, 1960
- Freedom, 1961
- Status Quo, 1961 – candidato al Premio Hugo
- Earthlings Go Home, 1962
- Mercenary, 1962
- Subversive, 1962
- Pacifist, 1964
- The Adventure of the Extraterrestrial, 1965 – candidato al premio Nebula
- A Leader for Yesterday, 1965 – candidato al premio Nebula
- Relic, 1967
- Criminal in Utopia, 1968
- Black Sheep Astray, 1973
- The Cold War...Continued, 1973
- Hell's Fire, 1980 (con Gary Jennings)